# Stazione di Acquaviva (Slovenia)
La stazione di Acquaviva (in sloveno Rakitovec) è una stazione ferroviaria posta sulla linea per Divaccia-Pola; serve l'omonimo comune.

## Storia
La stazione fu attivata il 20 settembre 1876, con l'apertura della ferrovia Istriana.
Dopo la prima guerra mondiale, con l'annessione della zona al Regno d'Italia, la stazione passò alle Ferrovie dello Stato italiane, assumendo il nome di Acquaviva-Valmorasa.
Dopo la seconda guerra mondiale la stazione passò alla rete jugoslava (JŽ), venendo ribattezzata Rakitovec, analogamente al centro abitato. Dal 1991 appartiene alla rete slovena (Slovenske železnice) ed essendo l'ultima in territorio sloveno, è diventata da tale data la stazione di frontiera con la Croazia, in cui si svolgono i controlli confinari.